# Ophelia Burks
Ophelia Burks (née Williams ; 25 octobre 1903 – 27 septembre 2018) était une supercentenaire américaine dont l'âge est validé par le Groupe de recherche en gérontologie (GRG). À sa mort, elle était la personne vivante la plus âgée connue aux États-Unis. En 2025, elle fait partie des cent personnes les plus âgées connues au monde.

## Biographie
Ophelia Burks est née à Haughton, dans le district de Bossier, en Louisiane, aux États-Unis, le 25 octobre 1903. Ses parents étaient Frank Williams et Mary Ann Hartman. Elle n'a jamais terminé l'école primaire, sa famille n'ayant pas les moyens d'acheter des fournitures scolaires à chacun de ses enfants. Elle avait trois frères et huit sœurs, tous décédés en 2004. Elle a commencé à fréquenter l'église à l'âge de 11 ans. Elle a épousé un fermier local, Prince Burks. Il est décédé en 1989 à l'âge de 94 ans.
Ophelia Burks affirmait avoir travaillé pour 50 cents par jour pendant la Grande Dépression. Elle était issue d'une famille nombreuse. Sa grand-mère aurait vécu jusqu'à 120 ans. D'origine amérindienne, elle ne parlait pas anglais et Ophelia Burks ne comprenait pas sa langue.
Ophelia Burks a eu cinq enfants, dont Autrey, Dorothy, Bernice et Marie.
Ophelia Burks est décédée à Haughton, en Louisiane, le 27 septembre 2018, à l'âge de 114 ans et 337 jours. Après son décès, Lessie Brown est devenue la personne vivante la plus âgée des États-Unis.

## Longévité
Après le décès de Delphine Gibson le 9 mai 2018, Ophelia Burks est devenue la personne vivante la plus âgée des États-Unis.
Ophelia Burks est la dernière personne connue encore en vie aux États-Unis, née en 1903, et est également la personne la plus âgée jamais reconnue originaire de l'État américain de Louisiane.
L'âge d'Ophelia Burks a été vérifié par Robert Young, Waclaw Jan Kroczek, Johnnie Johnson, Shirley Johns, Anri Kusaku et Oliver Trim, et validé par le GRG le 7 janvier 2020.